# Dungannon

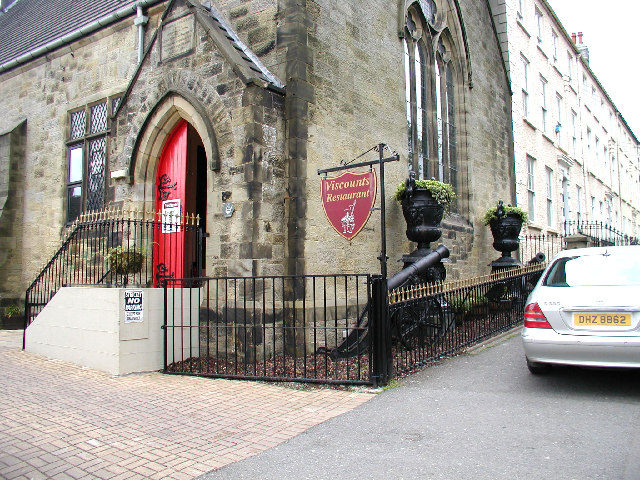
Viscount restauarnat

Dungannon is een plaats in het Noord-Ierse graafschap County Tyrone. De plaats telt 11 139 inwoners.
Dungannon won in augustus 2006, voor de vijfde keer, de Ulster In Bloom Best Kept Town.

## Historie
Dungannons geluk heeft nauwe banden gehad met de O'Neill-dynastie, zij regeerden in het grootste deel van Ulster tot de zeventiende eeuw en waren de machtigste Gaelische familie.
Dungannon was het machtigste bolwerk van de familie waardoor het de meest belangrijke nederzetting in Gaelisch Ierland was.
Noordelijk van het centrum van de nederzetting was de traditionele plaats van inhuldiging van 'The O'Neill', de locatie van
een van de vele kastelen die zijn gebouwd gedurende hun regeertijd.
Het laatste kasteel was gelegen in wat we nu kennen als Castle Hill; de locatie was ideaal voor een fort omdat het een van de
hoogste punten was in Tyrone, en domineerde het omliggende platteland met de mogelijkheid zeven streken te zien afhankelijk
van het weer. De locatie is uiteindelijk overgenomen door het leger voor een beveiligingsinstallatie tijdens de ongeregeldheden, in augustus 2007 is het teruggeven aan de plaatselijke gemeenteraad.

## Geboren
- Darren Clarke (1968), golfer
- Mickey Mansell (1973), darter
- Niall McGinn (1987), voetballer
- Liam Donnelly (1996), voetballer

Coalisland · Dungannon · Fintona · Omagh